# Fothergill Point
Der Fothergill Point ist eine niedrige und felsige Landspitze an der Nordenskjöld-Küste des Grahamlands im Norden der Antarktischen Halbinsel. Sie liegt 8 km nordöstlich des Kap Worsley und markiert die nördliche Begrenzung der Einfahrt zur Odrin Bay.
Das UK Antarctic Place-Names Committee benannte sie 1964 nach Ian Ledgard Fothergill (1937–2009), Meteorologe und Leiter der Station des Falkland Islands Dependencies Survey in der Hope Bay von 1959 bis 1963.